# Вишнёвый (Ставропольский край)
Вишнёвый — посёлок в Апанасенковском муниципальном округе Ставропольского края России.

## География
Посёлок Вишнёвый расположен в северо-восточной части Ставропольского края, в Кумо-Манычской впадине:9. Рельеф преимущественно равнинный, природные ресурсы представлены светло-каштановыми почвами:16, 24.
Расстояние от посёлка до краевого центра составляет 120 км, до центра округа — 23 км. Ближайший населённый пункт — село Дербетовка (14 км):9.

## Этимология
Прежнее название посёлка — Новая Киста. Другие варианты: Ново-Киста, Ново-Киста (Новый Кистинский), Ново-Кистинский, Новокистинский, Новый Кистинский, Нижняя Киста.
Слово Киста, по информации В. Г. Гниловского, происходит от этнонима «киста» («кистинцы»), с которым в данном случае отождествлялись ингуши, предположительно проживавшие на здешних землях. Эту версию в частности связывают с этимологией названия села Киста (ныне село Манычское Апанасенковского округа) и соседней с ним балки.
Современное наименование Вишнёвый населённый пункт получил благодаря фруктовому саду, заложенному рядом с ним в советское время.

## История
На 1 октября 1926 года хутор Ново-Кистинский входил в Кистинский сельсовет Дивенского района Ставропольского округа Северо-Кавказского края. В хуторе числились 66 дворов с населением 324 жителя:260.
6 декабря 1928 года населённый пункт был передан из Кистинского сельсовета в Дивенский сельсовет.
В 1930—1946 годах на территории Апанасенковского района существовала Дивенская спецзона, куда выселялись репрессированные крестьяне со всего Северного Кавказа. В её состав в частности входили населённые пункты Дивное, Дербетовка, Киевка, Киста, Малая Джалга, Новая Киста и Маки, имевшие статус «спецпосёлков режимного типа».

…5 сентября [1930 года] в [Дивенскую] зону прибыл первый эшелон спецпереселенцев с Кубани. Затем в спецзону были доставлены и семьи, высланные с Дона. Позже — раскулаченные крестьяне из разных районов Ставропольской губернии, других мест Северного Кавказа. Согнанные в «спецартели» крестьяне на неплодородных землях должны были выращивать хлопок, что в условиях безводья было абсурдом. Спецкомендатуры системы ГУЛАГа НКВД регламентировали порядок жизни более чем 45 тысяч переселенцев, изгнанных из родных сёл и станиц. Для обозначения этих переселенцев был ещё один термин — «лишенцы». Они были лишены не только имущества, но и гражданских прав.— Ивановский В. «Кого „раскулачивали“ большевики»
В конце 1930-х годов жителей спецпосёлков, относившихся к Дивенской спецзоне, формально восстановили в гражданских правах. В 1946 году был отменён особый режим в населённых пунктах спецзоны и упразднены находившиеся там спецкомендатуры МВД СССР. Часть спецпоселенцев вернулась на прежние места проживания:395.
В период коллективизации в Новой Кисте был создан колхоз «Стахановец». В 1950-м он влился во вновь образованный колхоз имени Апанасенко с центральной усадьбой в Дербетовке. На территории Новой Кисты разместилась 3-я бригада колхоза.
В 1931 году Дивенский район был упразднен, вся его территория отошла к Винодельненскому району. В 1935 году введена новая сеть районов Северо-Кавказского (с 1937 года — Орджоникидзевского, с 1943 — Ставропольского) края. Из разукрупнённого Винодельненского района снова выделился Митрофановский район (бывший Дивенский). В том же 1935-м район был переименован в Апанасенковский.
Перед началом Великой Отечественной войны в посёлке работали начальная школа, клуб, почтовая контора, культстан. Согласно карте Генштаба Красной армии 1942 года, населённый пункт (подписан как Нова-Киста (Нов. Кистинский)) состоял из 106 дворов.
В 1956 году в Новой Кисте была сформирована ученическая производственная бригада. Её члены в том числе принимали участие в закладке возле посёлка фруктового сада площадью 40 га. Сад приносил большой доход колхозу, но впоследствии вымерз и пришёл в запустение.
На 1 марта 1966 года населённый пункт значился в составе Дербетовского сельсовета Апанасенковского района:8. В том же году указом Президиума Верховного Совета РСФСР посёлок Новая Киста был переименован в посёлок Вишнёвый.
На карте Генштаба ВС СССР 1978 года издания в населённом пункте 40 дворов.
По данным администрации поселения, на 1 января 2020 года в Вишнёвом насчитывалось 11 дворов с 28 жителями. До 16 марта 2020 года посёлок входил в упразднённый Дербетовский сельсовет.

## Население
| 1926 | 1989 | 2002 | 2010 | 2012 | 2014 | 2021 |
| ---- | ---- | ---- | ---- | ---- | ---- | ---- |
| 324  | ↘94  | ↗104 | ↘47  | ↘46  | ↗50  | ↘32  |

По данным переписи 1926 года, число жителей — 324 (158 мужчин, 156 женщина), из них 322 — украинцы (99 %):260.
По данным переписи 2002 года, в национальной структуре населения русские составляли 32 %, карачаевцы — 42 %.

## Археология
В 1,3 км на юго-запад от юго-западной окраины посёлка выявлены памятники археологии — курганные могильники «Вишневый-1» и «Вишневый-2» эпохи бронзы — средневековья:73.